# 이토 사이리
이토 사이리(일본어: 伊藤 沙莉, 1994년 5월 4일 ~ )는 일본의 배우이다. 지바현에서 태어났고, 9살이던 2003년에 데뷔한 아역 배우 출신이다.

## 출연 작품

### 영화
- 《악의 교전》 (2012) - 나가이 아유미 역
- 《모라토리움기의 다마코》 (2013)
- 《막이 오르다》 (2015) - 타카나 리나 역
- 《일주일간 친구》 (2017)
- 《아사코》 (2018) - 하루요 역
- 《21세기 소녀》 (2018)
- 《블루 아워》 (2019) - 닛짱 역
- 《인생: 무제》 (2019)
- 《카마타 프렐류드》 (2020)
- 《스텝》 (2020) - 케로 선생님 역
- 《극장》 (2020)
- 《미스터리라 하지 말지어다》 (2023) - 후로미츠 세이코 역

### 극장판 애니메이션
- 《스즈메의 문단속》 (2022) - 니노야마 루미 역

### TV 드라마
- 《여왕의 교실》 (닛폰 TV, 2005년) - 타나카 모모 역
- 《마루코는 아홉살》 (후지 TV, 2006년) - 시라카와 역
- 《단 하나의 사랑》 (닛폰 TV, 2006년)
- 《우리들의 교과서》 (후지 TV, 2007년) - 야마니시 마이 역
- 《모두! 초능력자야!》 (TV 도쿄, 2013년) - 유코 역
- 《GTO》 (칸사이 TV, 2014년) - 쿠스미 카나코 역
- 《옆자리 세키군》 (MBS, 2015년) - 료코 선배 역
- 《병아리》 (NHK, 2017년) - 아베 사오리 역
- 《살색의 감독 무라니시》 (넷플릭스, 2019년) - 코세다 준코 역
- 《우리는 모두 어른이 될 수 없었다》 (넷플릭스, 2021년) - 카오리 카토 역